# Ysabelské jazyky
Ysabelské jazyky je jazyková rodina nebo spojitost patřící mezi austronéské jazyky. Mluví se jimi na ostrově Santa Isabel. Nejvíce společného má s jazyky New Georgia, dohromady tvoří skupinu New Georgia-ysabelské jazyky.

## Základní informace

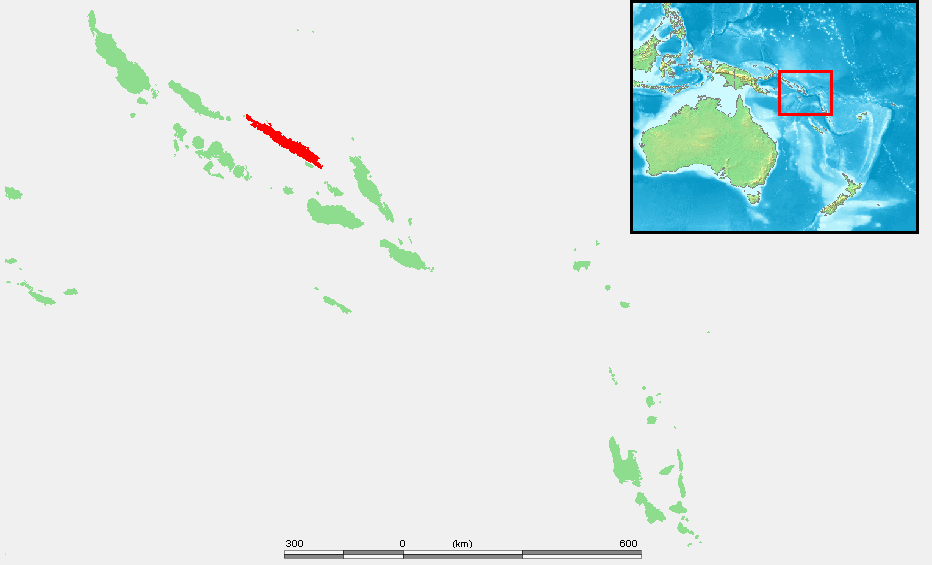
Poloha ostrova Santa Isabel

Ysabelskými jazyky se mluví pouze na ostrově Santa Isabel na Šalomounových ostrovech (kromě nich se tam ještě používá angličtina, bughotu a šalomounský pidžin (pijin, blízký tok pisinu). Jediným ysabelským jazykem, který je na Santa Isabel úřední a tisknou se v něm noviny a knihy je zabana, přestože ysabelským jazykem s nejvyšším počtem mluvčích je čeke holo. Právě čeke holo a zabana postupně nahrazují další ysabelské jazyky, úplně nahradily jazyk laghu a jazyk zazao už má pouze deset mluvčích.

## Rozdělení a seznam ysabelských jazyků
(Pod nadpisem je vždy uveden seznam jazyků v této podskupině.)

### Západoysabelské jazyky
- Zabana[1][2][3]
- Laghu[4] (mrtvý jazyk)

### Středoysabelské jazyky
- Kokota[5][6]
- Zazao[7][8]
- Blablanga[9][10]

### Západoysabelské jazyky
- Čeke Holo[11][12][13]
- Gao[14][15]